# Menhir Pierre Blanche

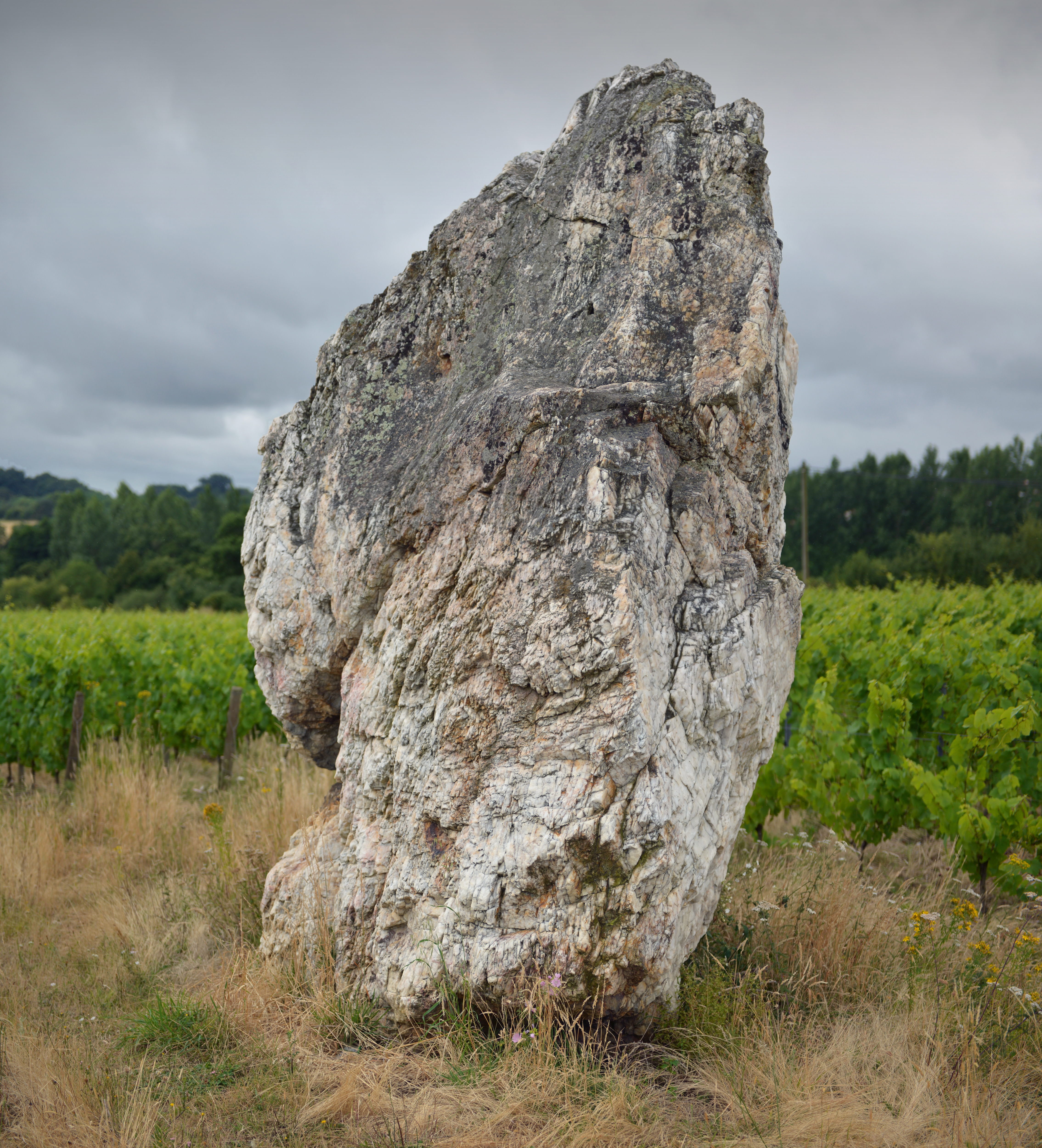
Menhir Pierre Blanche

Der Menhir von Pierre Blanche (dt. weißer Stein) steht in einem Feld beim Weiler Pierre Blanche, etwa drei Kilometer westlich von Oudon im äußersten Osten des Département Loire-Atlantique in Frankreich. Gleichnamige, ähnlich hohe Menhire stehen in Trignac im selben Département und in Pocé-les-Bois im Département Ille-et-Vilaine. Der Dolmen de la Pierre Blanche liegt bei Bessé im Département Charente.
Es ist ein Stein aus weißem Quarz etwa 4,3 m hoch und an der breitesten Stelle etwa 3,0 Meter breit. Mehrere Feuerstein-Äxte wurden in seiner Nähe gefunden.
Der Legende nach dreht sich der Stein jedes Jahr einmal um Mitternacht, aber nur die Elfen kennen das Datum.
Der Menhir ist seit 1970 als Monument historique klassifiziert.